# 花と蝶
『花と蝶』（はなとちょう）は1968年5月5日に発売された森進一の9枚目のシングル。

## 解説
- 累計売上は100万枚[1]を記録した。

- 森はこの曲で1968年末の「第19回NHK紅白歌合戦」にデビュー3年目にして初出場を果たす。これ以降、森は紅白に毎回出場しており、連続出場記録としては最多となっている。また、2009年の「第60回NHK紅白歌合戦」でも41年ぶりに披露され、1968年の初出場時の映像も放送された。

- フジテレビ系の長寿歌謡番組であった「夜のヒットスタジオ」でも、放送開始直後にこの曲で初出演している（第2回、1968年11月11日放送）。

- 翌年1969年に放送されたテレビドラマ「東京ロマン 花と蝶」の主題歌として使用された。本曲を題材としたドラマである。

- 2007年2月20日放送の『NHK歌謡コンサート』では当初森が本曲を披露する予定だったが、おふくろさん騒動の発生により曲目を「女のためいき」に変更した[2][3]。その後、同騒動が和解した2008年、作詞の川内が「第50回日本レコード大賞」において特別功労賞を受賞したことにより、この曲が同年12月30日に新国立劇場で久しぶりに披露された[4]。騒動発生後、森が公の場で川内作品を歌ったのはこれが初めてだった[4]。

## 収録曲
1. 花と蝶（3分47秒）
作詞：川内康範／作曲：彩木雅夫／編曲：森岡賢一郎
2. さすらい波止場（3分28秒）
作詞：三井もこ／作曲・編曲：城美好

## カバー
- 藤圭子 - 1970年2月、1st アルバム『新宿の女/“演歌の星”藤圭子のすべて』収録
- 西田佐知子 - 1970年6月、『盛り場の女』収録
- ちあきなおみ - 1970年11月、『愛の旅路を~ちあきなおみ 演歌･ブルースを歌う』収録
- 八代亜紀 - 1974年2月、『演歌ごころ~花と蝶』収録
- 水原弘
- 内山田洋とクール・ファイブ